# Molino San Vincenzo
Molino San Vincenzo bezeichnet einen archäologischen Fundort in der Gemeinde Montespertoli in der Toskana in Italien und liegt etwa 250 m südlich des Flusses Pesa, eines Zubringers des Arno. Es handelt sich um eine Flurbezeichnung, die vermutlich von einer nicht mehr erhaltenen Mühle (ital. mulino, die Mühle) östlich des Fundplatzes und des nördlich gelegenen Ortes San Vincenzo a Torri in der Gemeinde Scandicci abstammt. An der Stelle der Mühle befindet sich an der via San Vincenzo heute eine kleine Wohnsiedlung, die ebenso „Molino San Vincenzo“ genannt wird.
Den Schwerpunkt der Siedlungstätigkeit legt man in die spätrepublikanische Zeit bis in die römische Kaiserzeit, weswegen von einer römischen villa rustica im Hinterland der regio VII Etruria gesprochen werden könne.

## Archäologischer Befund

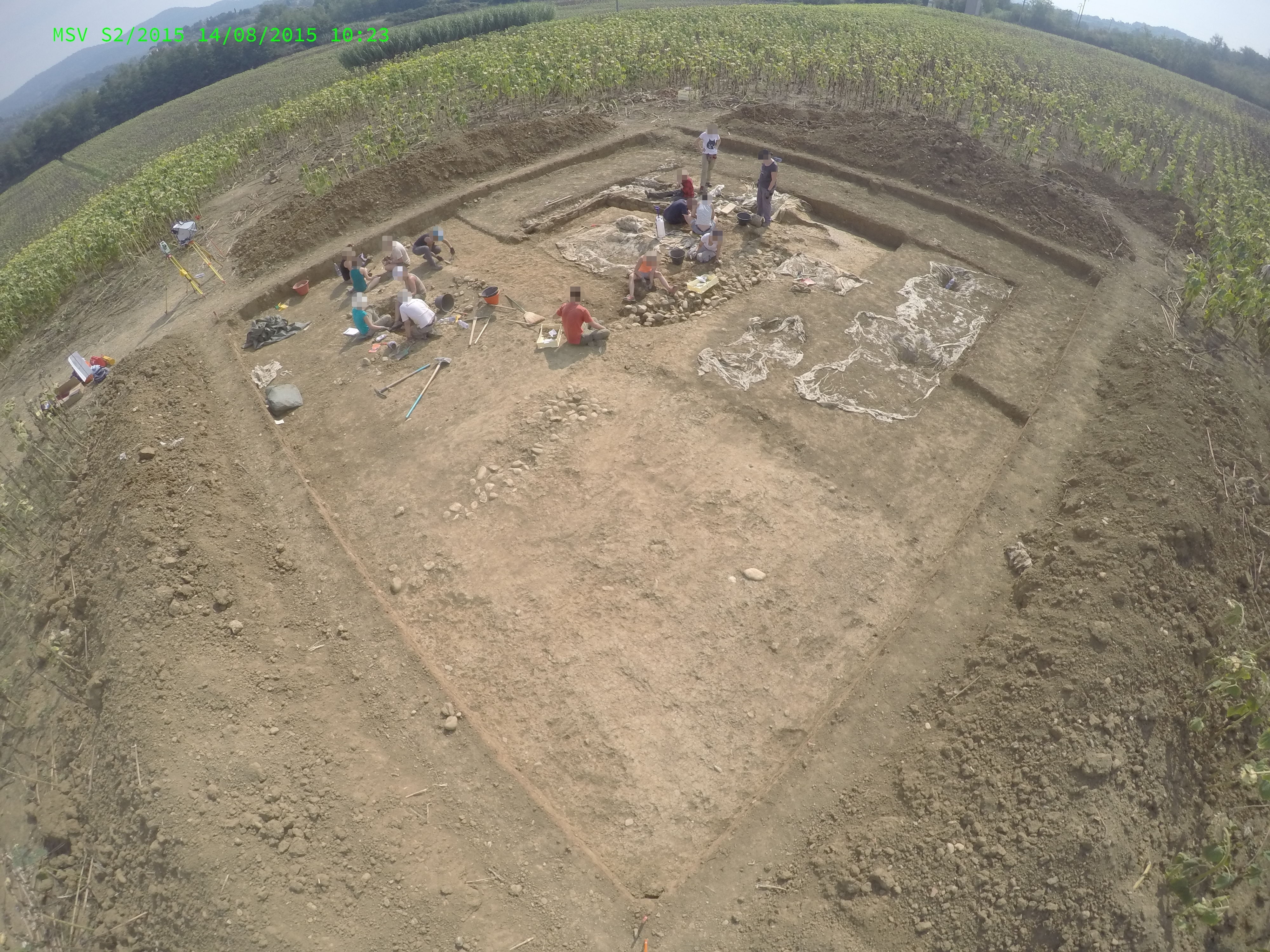
Ausgrabung Molino San Vincenzo im Jahr 2015

Der Fundplatz wurde 2010 entdeckt, 2011 erfolgten erste Untersuchungen durch die Friedrich-Alexander-Universität Erlangen-Nürnberg, seit 2012 werden die Forschungen durch das Institut für Klassische Archäologie der Universität Wien unter der Leitung von Günther Schörner durchgeführt. Mindestens seit dem 19. Jahrhundert wird die Flur – so wie heute noch immer – agrarisch bewirtschaftet und dient zum Anbau von Getreide, Mais und Bohnen; die archäologischen Befunde sind obertägig nicht sichtbar.
Die Untersuchungen werden als jährlich stattfindende Lehr- und Forschungsgrabung ausgeführt und dienen sowohl der Grundlagenforschung als auch der Ausbildung der Studierenden. Seit 2012 wurden auf dem Fundplatz neben Ausgrabungen auch geophysikalische Prospektionen (Elektrik, Magnetik, Bodenradar), intensive Surveys, geoarchäologische Bohrungen, archäobotanische und -zoologische Analysen sowie luftbildarchäologische Maßnahmen durchgeführt. Die archäologischen Strukturen in Molino San Vincenzo stellen eine ländliche Siedlung von etwa 3600 m² Ausdehnung mit einer komplexen Geschichte dar, die sich vom 6.–5. Jahrhundert v. Chr. bis in die heutige Zeit erstreckt.